# Sous-district de Homs
Le sous-district de Homs est un sous-district du district de Homs, en Syrie. Il a pour capitale Homs.